# Kim Eun-hee
Kim Eun-hee (김은희?, Gim Eun-huiLR; 7 gennaio 1972) è una sceneggiatrice sudcoreana.

## Biografia
Dopo essersi laureata in mass media e giornalismo, nel 1995 supera il concorso per sceneggiatori della SBS, ottenendo un posto di aiuto-scrittore e venendo affiancata al suo futuro marito, il regista Jang Hang-jun, grazie al quale sviluppa un interesse per le sceneggiature trascrivendone al computer i copioni scritti a mano. Esordisce nel 2006 con il film Geuhae yeoreum, passando poi alla TV via cavo con Wigi-ilbal pungnyeonbilla (2010). La serie non ha successo, raggiungendo solo l'1% di share, e per qualche tempo non riceve proposte di lavoro. Nel 2011 scrive la sua prima sceneggiatura per una rete nazionale, con la serie forense Sign (2011), che causa molto scalpore per le autopsie trasmesse in prima serata. Negli anni successivi continua a scrivere opere poliziesche, e nel 2016 Signal le vale il premio alla miglior sceneggiatura a Baeksang Arts Award e APAN Star Award. Nel 2017 viene annunciata la trasposizione in live action del webtoon Sin-ui nara, pubblicato dalla casa editrice Ylab con illustrazioni di Yang Kyung-il e testi di Kim Eun-hee. Quest'ultima si occupa anche della sceneggiatura televisiva della serie, intitolata Kingdom, un successo di pubblico e critica distribuito da Netflix per il quale vengono realizzate più stagioni e uno spin-off. Nel 2020 riceve un encomio presidenziale per il suo lavoro, mentre l'anno successivo è autrice del drama Jirisan.

## Vita privata
Nel 1998, Kim Eun-hee si è sposata con il regista Jang Hang-jun, dal quale ha avuto una figlia, Yoon-seo.

## Stile
Kim Eun-hee è soprannominata l'"Agatha Christie coreana". Le sue sceneggiature si concentrano principalmente su questioni di tipo sociale come reati, divisioni di classe e politica, e hanno spesso per protagonista un gruppo di personaggi con storie individuali. In diverse sue opere, come Yuryeong e Signal, compare Inju, una città fittizia dall'alto tasso di criminalità.
Amica della collega Kim Eun-sook, si citano spesso a vicenda nelle rispettive sceneggiature.

## Filmografia

### Cinema
- Geuhae yeoreum, regia di Joh Keun-shik (2006)

### Televisione
- Wigi-ilbal pungnyeonbilla – serie TV, 20 episodi (2010)
- Sign – serie TV, 20 episodi (2011)
- Yuryeong – serie TV, 20 episodi (2012)
- Three Days – serie TV, 16 episodi (2014)
- Signal – serie TV, 16 episodi (2016)
- Kingdom – serie TV, 13 episodi (2019-in corso)
- Jirisan – serie TV, 16 episodi (2021)

## Riconoscimenti
- APAN Star Award
  - 2016 – Miglior sceneggiatore per Signal[15]
- Asia Contents Award
  - 2020 – Miglior sceneggiatore per Kingdom (seconda stagione)[16]
- Baeksang Arts Award
  - 2016 – Miglior sceneggiatura per Signal[17]
- SBS First Half of the Year Best Picture Award
  - 2011 – Premio all'eccellenza per un drama televisivo per Sign[14]